# Olga Marta Sánchez Oviedo
Olga Marta Sánchez Oviedo fue una política costarricense y Ministra de Planificación del gobierno de Luis Guillermo Solís desde el 8 de mayo de 2014 hasta el 8 de mayo de 2018. Fue Secretaria General del Partido Acción Ciudadana (PAC). Falleció el 14 de diciembre de 2021.
Tuvo un doctorado en economía de la Universidad Nacional Autónoma de México y un Master en ciencias sociales de la Facultad Latinoamericana de Ciencias Sociales (Universidad de Ciencias Sociales Latinoamericana). Además, fue licenciada de la Universidad de Costa Rica.